# Баскетболни дневници
„Баскетболни дневници“ (на английски: The Basketball Diaries) е американски игрален филм, режисиран от Скот Калверта, заснет през 1995 г. по автобиографичния роман на Джим Карол.

## Сюжет
Филмът е базиран на истинска история, описана в автобиографичния роман на Джим Карол. Историята е разказана от гледна точка на главния герой и автор на „Баскетболни дневници“, шестнадесетгодишен тийнейджър, който играе баскетбол и пише поезия. Той и приятелите му са пристрастени към наркотиците, което води до постепенната им деградация. Момчето, което влиза в затвора, успява да се отърве от тази ужасна зависимост.

## В ролите
- Леонардо ди Каприо – Джим Карол
- Лорейн Брако – майката на Джим
- Марк Уолбърг – Мики
- Джеймс Мадио – Педро
- Патрик Макгоу – Неутрон
- Бруно Кърби – Живчик
- Рой Купър – бащата на Макналти
- Джулиет Люис – Даян Муди
- Майкъл Империоли – Боби
- Тоби Хус – Кени

|  | Тази страница частично или изцяло представлява превод на страницата „Дневники баскетболиста“ в Уикипедия на руски. Оригиналният текст, както и този превод, са защитени от Лиценза „Криейтив Комънс – Признание – Споделяне на споделеното“, а за съдържание, създадено преди юни 2009 година – от Лиценза за свободна документация на ГНУ. Прегледайте историята на редакциите на оригиналната страница, както и на преводната страница, за да видите списъка на съавторите. ВАЖНО: Този шаблон се отнася единствено до авторските права върху съдържанието на статията. Добавянето му не отменя изискването да се посочват конкретни източници на твърденията, които да бъдат благонадеждни. |